# Playa de La Mota (San Pedro del Pinatar)
Se trata de una playa acondicionada con un paseo junto a las charcas de Las Salinas de San Pedro del Pinatar. En la misma se encuentran los Molinos de Sal, llamados de Quintín y de la Calcetera. Es una playa en el Mar Menor en la que suelen realizarse actividades de kitesurf, windsurf, vela, canoa etc. Se sitúa en el parque natural de los Salinas y Arenales de San Pedro del Pinatar terminando junto a la Playa de Villananitos.

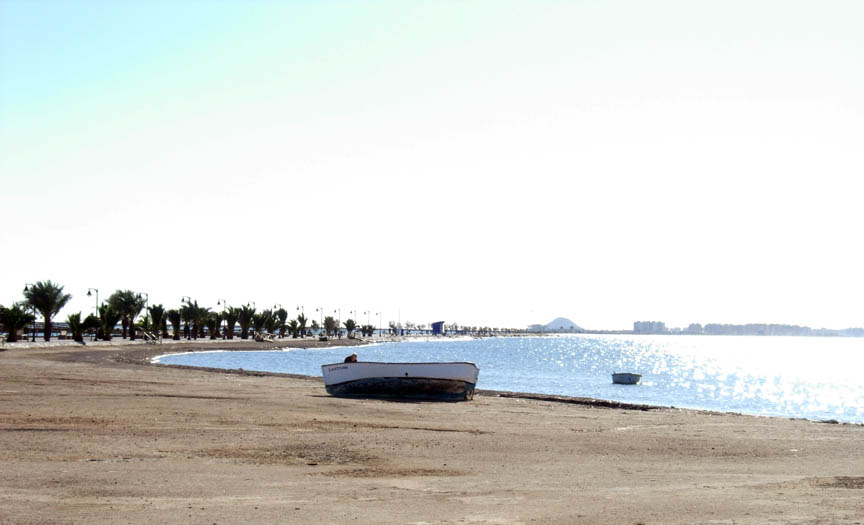
Al fondo puede observarse la silueta de La Manga y la Isla del Barón
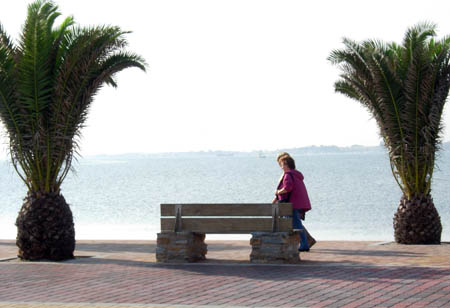
Un paseo se sitúa junto a la playa

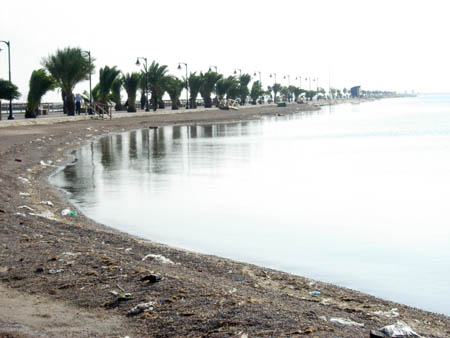
Una vista poco usual en diciembre
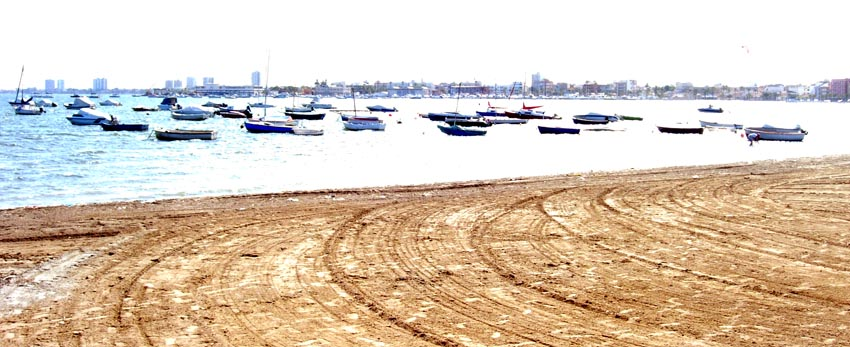
normalmente hay varios barcos en las proximidades.

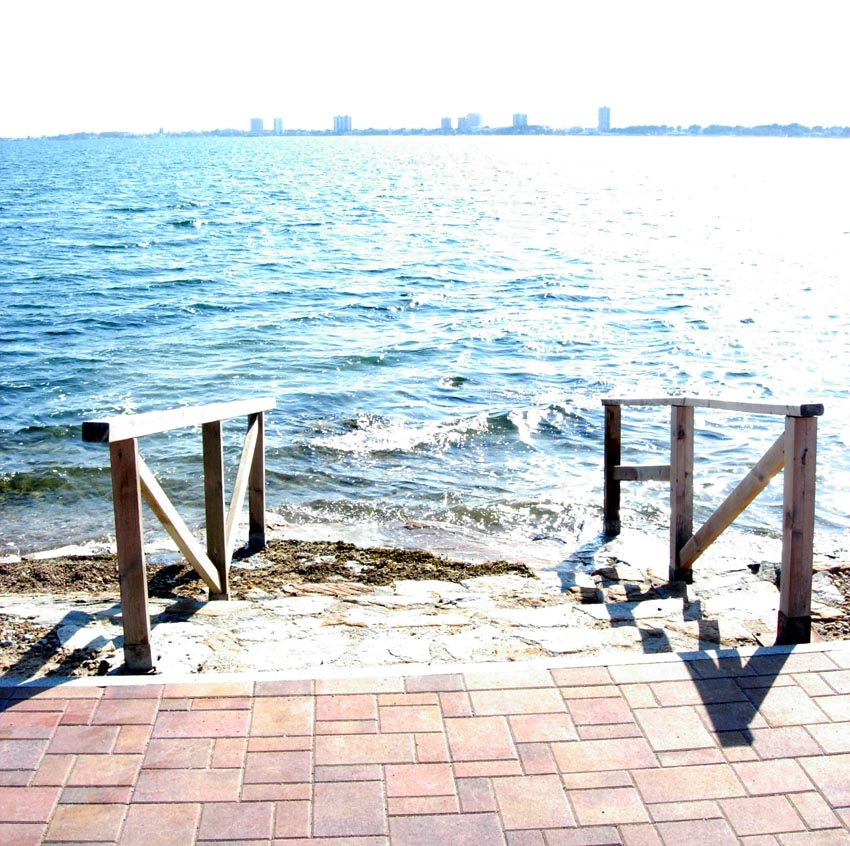
Escaleras nos permiten bajar al Mar Menor cuando no hay arena.
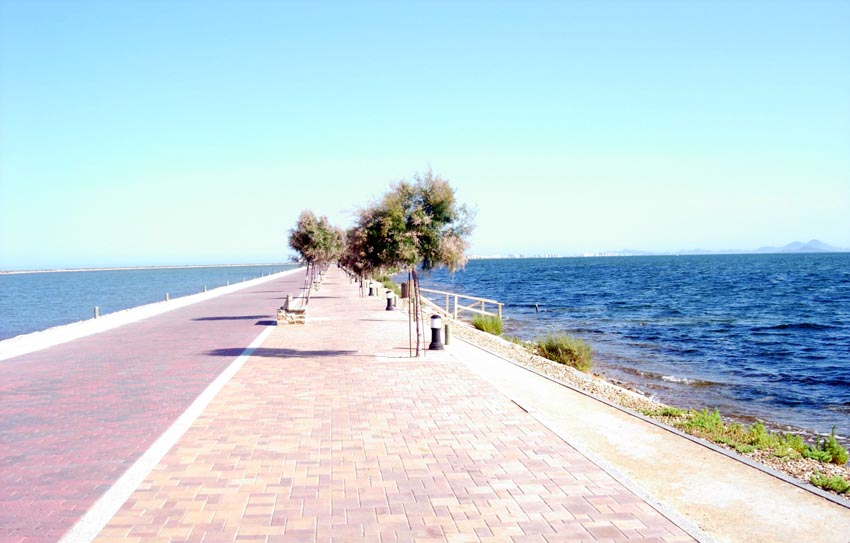
Un paseo nos permite caminar entre el Mar Menor y las charcas.